# Saglig registrant
Saglig registrant for kulturhistoriske Museer (også kaldet ”Den grønne Registrant”) er en klassifikation, som benyttes ved registrering af kulturhistorisk dokumentation på de fleste statslige og statsanerkendte, kulturhistoriske museer i Danmark. 

## Baggrunden
Ønsket om en fælles, faglig klassifikation til brug for kulturhistoriske museers samlinger blev rejst af Helge Søgaard, der var direktør for Den Gamle By, på Dansk Historisk Fællesforenings årsmøde i 1935. Det førte til et langvarigt udvalgsarbejde, der i 1941 resulterede i to forslag til klassifikationer, eller registranter, som de siden er blevet kaldt. Det ene forslag, der var udformet af Helge Søgaard, var en art- eller typeregistrant, og det lå tæt op ad det sagregister, som man allerede benyttede på Nationalmuseets daværende 2. afdeling. Det andet forslag var udarbejdet af Svend Jespersen, der var inspektør ved Dansk Folkemuseum (Nationalmuseets 3. afdeling).

## Registrantens princip
Jespersens klassifikation, som han kaldte Saglig registrant for kulturhistoriske Museer, var opstillet med udgangspunkt i Folkemuseets samlinger. Men med sit fokus på genstandenes funktion og brug (og ikke deres udseende og materiale) lånte registranten sin faglige synsvinkel fra Udvalg for Folkemål og fra sprogvidenskabens såkaldte Wort- und Sachforschung. Klassifikation af en genstand sker således udelukkende på grundlag af den pågældende genstands funktion og brug i de sammenhænge, man ønsker at dokumentere. Genstandens betegnelse og udseende indgår derimod ikke, som hos Søgaard, som kriterier for klassifikationen.
Jespersen lagde vægt på, at emnegrupperne i Saglig registrant for kulturhistoriske Museer kunne benyttes som grundlag for den fysiske placering af genstande på museets magasin. Alligevel er det en væsentlig pointe i den måde registranten har været anvendt, at en genstand udmærket kan – ja, bør – klassificeres under flere af registrantens emnegrupper, såfremt genstanden har haft forskellige funktioner. Saglig registrant for kulturhistoriske Museer er således, i modsætning til Søgaards registrant, ikke nogen ægte klassifikation, for så vidt som den ikke hævder noget krav om entydighed.

## Udbredelse og anvendelighed
Selv om Saglig registrant for kulturhistoriske Museer i første omgang blev anset for at være for tung og videnskabelig, tog de fleste kulturhistoriske museer den efterhånden til sig. Søgaards registrant (som aldrig fik andet navn end netop Søgaards Registrant) fandt kun anvendelse på et eller to museer udover Den Gamle By, men stort set alle andre kulturhistoriske museer i Danmark har siden slutningen af 1940-erne benyttet Saglig registrant for kulturhistoriske Museer til at klassificere deres historiske og etnologiske samlinger. I dag må Saglig registrant for kulturhistoriske Museer, sammen med de ”blå kort”, anses for at være en institution i dansk museumsverden. Den omtales ofte som Den grønne Registrant, fordi den både i den første trykte udgave fra 1954 og i den let reviderede 2. udgave fra 1985 er indbundet i en markant grøn shirting.
Kulturarvsstyrelsen anslår, at op mod 2 mio. museumsgenstande er registreret med angivelse af emnegrupper i Saglig registrant for kulturhistoriske Museer. Den er fortsat et uundværligt hjælpemiddel i museernes registrering, også selv om emnegrupperne afspejler temaer, der var aktuelle i museernes indsamling for mere end 50 år siden. Registranten er nænsomt søgt ajourført med supplerende emnegrupper i begyndelsen af 1980’erne, men stadig er der væsentlige aspekter af vor tids livsformer, som ikke med rimelighed kan rummes inden for klassifikationen.
Saglig registrant for kulturhistoriske Museer har en emnegruppe benævnt ”Jordfund”. Alligevel er det ikke dens mangel på specificerede emnegrupper, men derimod den grundlæggende funktionssynsvinkel, der blokerer for registrantens anvendelighed til registrering af arkæologiske samlinger. I sagens natur har man inden for arkæologien ikke præcis viden om genstandes brug, så derfor baserer arkæologiske klassifikationer sig på genstandenes materiale. Men dansk museumsverden savner en fælles registrant for arkæologi, som bare tilnærmelsesvis har så stor en udbredelse som Saglig registrant for kulturhistoriske Museer.

## Registrantens emnegrupper
Grupperne er opdelt i afsnit, der går fra det almene, verden med naturen og menneskene (A-C) til samfundet (D-G) og videre til menneskets hverdag, hus, mad og beklædning (H-N). Derefter følger genstandsorienterede opsamlingsgrupper (O-R), en gruppe for jordfund (S) og til slut en gruppe for museumshistorie (T), som tager sigte på den enkelte institutions egen historie. Registrantens hovedgrupper er:
- Natur	 A
- Mennesker	 B
- Befolkning	 C
- Stat og samfund	 D
- Samfærdsel og kommunikation	 E
- Næringsliv	 F
- Vare- og pengeomsætning	 G
- Bosættelse	 H
- Bygninger og boliger	 I
- Inventar	 J
- Husførelse	 K
- Tekstiltilvirkning	 L
- Kropsudtryk	 M
- Dragt og smykker	 N
- Genstande til personlig brug	 O
- Arts- og typebestemmelige genstande P
- Helt ubestemmelige genstande Q
- Forfalskninger	 R
- Jordfund	 S
- Museumshistorie	T

Registranten har tre hierarkiske niveauer. Således rummer hver af hovedgrupperne et antal overgrupper, af hvilke nogle yderligere kan specificeres i undergrupper. F.eks. indgår Skolegang og undervisning (D14b) som undergruppe i overgruppen Undervisning (D14), der igen er underordnet hovedgruppen Stat og samfund (D.)